# Споменик природе Стабла Чачка
Споменик природе Стабла Чачка обухвата шест стабала на подручју града Чачка која се издвајају по својим карактеристикама и репрезентативности.

## Заштићена стабла
Еколошко друштво "Драгачево" је 1998. године, на почетку свог рада, уз помоћ Завода за заштиту природе Србије, урадило је попис најзначајнијих природних и културних добара у Драгачеву и Чачку, која би могла бити под заштитом државе, и на тај начин покренуло и заштиту ових шест стабала.
У јулу 2015. године Скупштина града Чачка донела је Одлуку о проглашењу заштите Споменика природе Стабла Чачка којом се први пут ставља под заштиту природно добро које представља шест појединачних стабала на подручју града. Ова стабала представљају остатке некадашњих изворних шума на овом подручју.
Под заштиту је стављено шест појединачних стабала која се налазе на различитим локацијама на подручју Чачка:
- "Црни бор у Јежевици" (Pinus nigra Arn.)

Налази се у дворишту основне школе "Младост" у селу Јежевица, у државном власништву. Дендрометријске карактеристике стабла су: висина стабла - 21 м; обим дебла на 1,30 м - 2,86 м; пречник крошње - 15,35 м; пречник дебла на 1,30 м - 0,91 м; старост стабла - 200 година. Површина заштићеног стабла износи 1,84 ара и пропорционална је површини круга пречника крошње. 
Стабло је доброг здравља и виталности.
- "Стабло лужњака у Доњој Горевници" (Quercus robur L.)

Налази се у селу Доња Горевница, недалеко од Мрчајеваца, у приватној својини породице Симовић из Доње Горевнице. Дендрометријске карактеристике стабла су: висина стабла - 26 м; обим дебла на 1,30 м - 6,20 м; пречник крошње - 30 м; пречник дебла на 1,30 м - 1,97 м; старост стабла - 400 година и представља једно од најстаријих оваквих стабала на подручју Чачка. Површина заштићеног стабла износи 2,25 ари и пропорционална је површини круга пречника крошње.
- "Храст у Слатини" (Quercus frainetto Ten.)

Налази се на имању месне заједнице у селу Слатини, у близини Слатинске бање, у државној својини. Стабло доминира простором излетишта које има културно-историјску вредност везану за стару оронулу дрвену грађевину за коју се сматра да представља судницу из Милошевог доба. Дендрометријске карактеристике стабла су: висина стабла - 18 м; обим дебла на 1,30 м - 4,35 м; пречник крошње - 27,05 м; пречник дебла на 1,30 м - 1,38 м; старост стабла - 200 година. Површина заштићеног стабла износи 1,31 ар и пропорционална је површини круга пречника крошње.
- "Мијатовића храст у Чачку" (Quercus robur L.)

Налази се на уласку у град Чачак, у улици Кнеза Милоша бр. 146, у дворишту породице Мијатовић, у приватној својини. Дендрометријске карактеристике стабла су: висина стабла - 16 м; обим дебла на 1,30 м - 3,38 м; пречник крошње - 23 м; пречник дебла на 1,30 м - 1,07 м; старост стабла - 250 година. Површина заштићеног стабла износи 4,15 ари и пропорционална је површини круга пречника крошње.
- "Тимотијевића храст у Мрчајевцима" (Quercus robur L.)

Налази се у центру насеља Мрчајевци, на имању породице Тимотијевић, у приватној својини. Дендрометријске карактеристике стабла су: висина стабла - 21,50 м; обим дебла на 1,30 м - 5 м; пречник крошње - 27,05 м; пречник дебла на 1,30 м - 1,60 м; старост стабла - 200 година. Површина заштићеног стабла износи 5,74 ара и пропорционална је површини круга пречника крошње.
- "Цер са Каблара" (Quercus cerris L.)

Налази се на северним обронцима планине Каблар, у селу Рошци, на месту званом "Ливада под Гајом", у приватној својини Косте Чвркића. Стабло је изворног порекла, вредан је и јединствен примерак стабла цера у Србији, репрезентативног изгледа и добре виталности. Дендрометријске карактеристике стабла су: висина стабла - 21 м; обим дебла на 1,30 м - 5,30 м; пречник крошње - 22,70 м; пречник дебла на 1,30 м - 1,67 м; старост стабла - 250 година. Површина заштићеног стабла износи 4,45 ари и пропорционална је површини круга пречника крошње.

## Категорија заштићеног природног споменика
Споменик природе Стабла Чачка је заштићено подручје III категорије, од локалног значаја. Одлуком о проглашењу заштите Споменика природе утврђене су мере како би се очувале дендролошке и хортикултуралне вредности ових стабала, као и пејзажни елементи структуре града Чачка.

## Управљач
Споменик природе Стабла Чачка су поверена на управљање ЈКП "Градско зеленило" из Чачка.

## Промоција
Након изршеног вредновања и израде студије заштите на основу које се чекало проглашење Споменика природе Стабла Чачка Еколошко друштво "Драгачево" је промовисало будуће заштићено природно добро промоцијом постера у оквиру Летњих дана културе Града Чачка. Еколошко друштво "Драгачево" је у сарадњи са Уметничком галеријом „Надежда Петровић“ из Чачка и Туристичком организацијом Чачка, као део пројекта: „Као прво, разуми дрво“  публиковало постер „Споменик природе „Стабла Чачка“, за који је Завод уступио фотографије. Промоција постера Споменик природе Стабла Чачка одржана је 14. августа 2013. године у Уметничкој галерији „Надежда Петровић“ у Чачку.